# Бе (Саона и Лоара)
Бе (фр. Bey) насеље је и општина у источном делу централне Француске у региону Бургоња, у департману Саона и Лоара која припада префектури Шалон сир Саон.
По подацима из 2011. године у општини је живело 802 становника, а густина насељености је износила 89,91 становника/km². Општина се простире на површини од 8,92 km². Налази се на средњој надморској висини од 200 метара (максималној 206 m, а минималној 174 m).

## Демографија
| 1962. | 1968. | 1975. | 1982. | 1990. | 1999. | 2011. |
| ----- | ----- | ----- | ----- | ----- | ----- | ----- |
| 378   | 353   | 388   | 504   | 554   | 633   | 802   |

График промене броја становника у току последњих година